# Rasha Shamaliya
Rasha Shamaliya (tiếng Ả Rập: راشا الشمالية) là một ngôi làng Syria nằm ở Kafr Nabl Nahiyah ở huyện Maarrat al-Nu'man, Idlib. Theo Cục Thống kê Trung ương Syria (CBS), Rasha Shamaliya có dân số 694 trong cuộc điều tra dân số năm 2004.